# Aerodramus nuditarsus
Aerodramus nuditarsus là một loài chim trong họ Apodidae.